# 30314 Yelenam
30314 Yelenam este un asteroid din centura principală de asteroizi.

## Descriere
30314 Yelenam este un asteroid din centura principală de asteroizi. A fost descoperit pe 6 mai 2000 la Socorro, New Mexico, în cadrul proiectului LINEAR. Asteroidul prezintă o orbită caracterizată de o semiaxă mare de 2,25 ua, o excentricitate de 0,12 și o înclinație de 6,1° în raport cu ecliptica.